# (5637) Гий
(5637) Гий (лат. Gyas) — типичный троянский астероид Юпитера, движущийся в точке Лагранжа L5, в 60° позади планеты. Астероид был открыт 10 сентября 1988 года американскими астрономами Кэролин и Юджином Шумейкер в Паломарской обсерватории и назван в честь одного из героев Троянской войны.
- Орбита астероида Гий и его положение в Солнечной системе